# Batalla de Járkov (2022)
La batalla de Járkov fue un enfrentamiento militar que se desarrolló en torno a la ciudad de Járkov, Ucrania, entre las fuerzas militares de Rusia y Ucrania en el marco de la invasión rusa en territorio ucraniano.
Al inicio de la invasión rusa, la ciudad fue objeto de intensos combates durante varios días, pero ha permanecido bajo el control de las fuerzas ucranianas. No obstante, aproximadamente 500 civiles habían muerto hasta mediados de abril y los bombardeos obligaron hasta 400 000 personas a refugiarse en el sistema de metro de Járkov. Entre tanto, más de 500 edificios habían sido destruidos y el centro histórico fue reducido a escombros.
A partir de abril, tras su retirada de la ofensiva de Ucrania central, las tropas rusas han reforzado sus asaltos a esta urbe. Así, entre el 18 y el 19 de ese mes, ambas partes confirmaron que había comenzado la «segunda fase» del episodio bélico a la que se refirieron como «batalla por el Dombás». Rusia afirmó que la operación estaba centrada en la «liberación completa» de Donetsk y Lugansk.
Járkov es la segunda más poblada de Ucrania con casi un millón y medio de habitantes en su núcleo urbano —alcanzando los dos millones en su área metropolitana—. La ciudad es extensa, contando con casi 25 kilómetros de separación entre sus puntos más distantes. Su red de transporte local es la más grande de Ucrania y entre sus infraestructuras cuenta con un aeropuerto internacional. Se encuentra a unos 45 kilómetros de la frontera con Rusia y es la población más grande de la zona rusófona de Ucrania.

## Contexto
La ciudad es la segunda más habitada de Ucrania después de Kiev. Según el último censo realizado en Ucrania, en 2001 la población era de 1 470 900 habitantes, los cuales el 79% vivía en zonas urbanas y el 21% vive en zonas rurales. Aunque desde 2001 no se ha realizado ningún censo, las estimaciones a 1 de enero de 2021 son de 1 433 886 habitantes, una reducción que refleja la crisis demográfica en Ucrania. El próximo censo nacional está fijado para el año 2024.
El último dato de la composición etnográfica de Járkov es del censo de 2001, este reflejaba dos principales grupos étnicos:  los ucranianos con un 63% de la población y los rusos con un 33%. El 4% de la población está conformado por minorías de judíos, bielorrusos, polacos y ciudadanos de otros países.
El único idioma oficial y administrativo de la ciudad es el idioma ucraniano, esto significa que el sector servicios y el sistema educativo deben obligatoriamente ofrecerse en ucraniano. A pesar de ello, el idioma ruso es el más utilizado por la mayoría de la población en la vida personal con el ucraniano teniendo un lento auge.
La óblast, que es fronterizo con Rusia, limita con los óblasts de Sumy, Poltava, Dnipropetrovsk, Lugansk y Donetsk.
| Noroeste: Sumy           | Norte: Rusia | Noreste: Rusia   |
| Oeste: Poltava           |              | Este: Lugansk    |
| Suroeste: Dnipropetrovsk | Sur: Donetsk | Sureste: Donetsk |

## Antecedentes
La República Popular de Járkov (RPJ) (en ruso: Харьковская Народная Республика) o simplemente R.P. de Járkov, fue un proyecto de Estado autoproclamado en Europa Oriental, junto a la República Popular de Donetsk y la República Popular de Lugansk, creado en abril de 2014 en el óblast de Járkov de Ucrania, durante las protestas prorrusas. De acuerdo con la constitución de Ucrania, el territorio reclamado por la RPJ es una parte integral de Ucrania pero que nunca llegó a concretarse porque la mayor parte del territorio declarado por la RPJ fue recuperado por las Fuerzas Armadas de Ucrania.

## Batalla

### Primeros combates

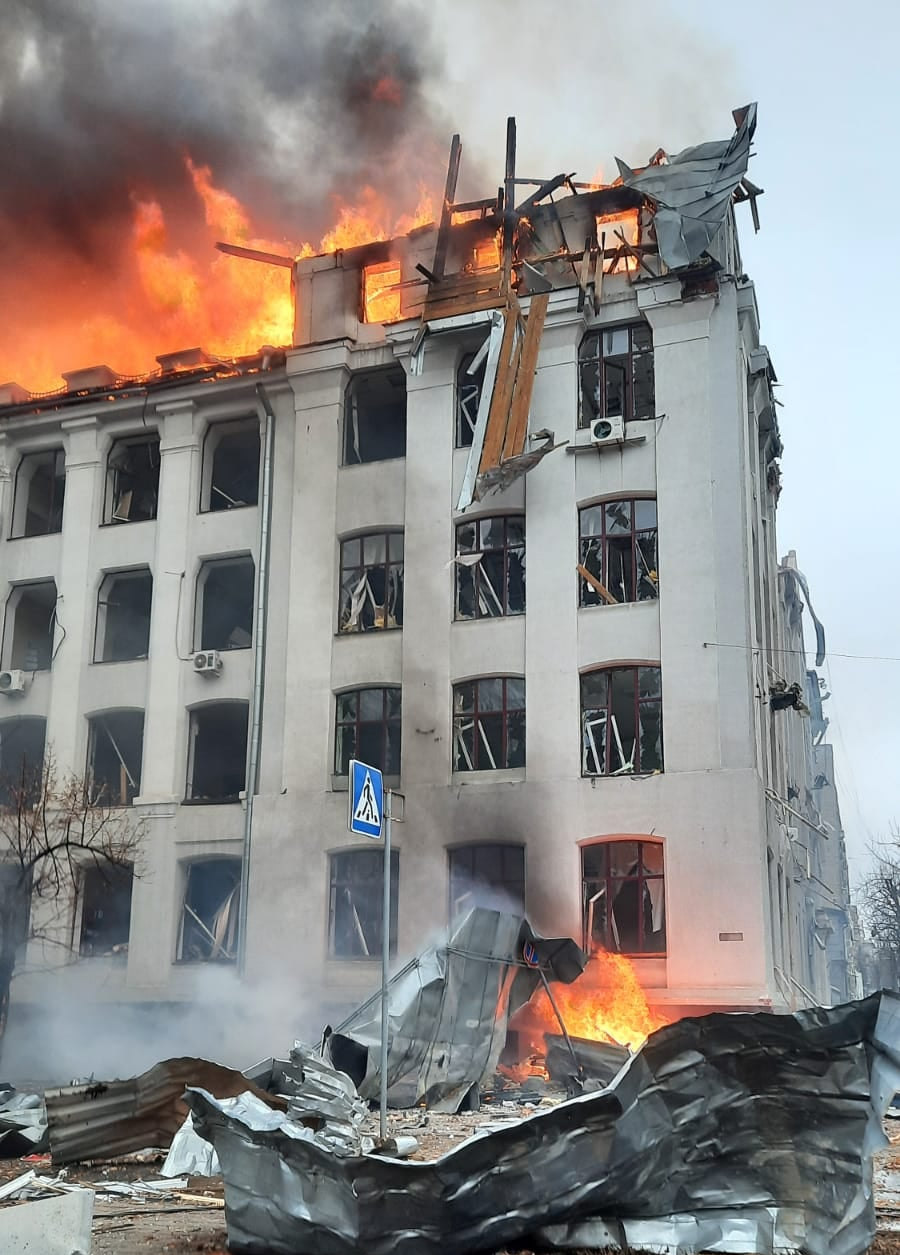
Facultad de Económicas, Universidad de Járkov, 2 de marzo

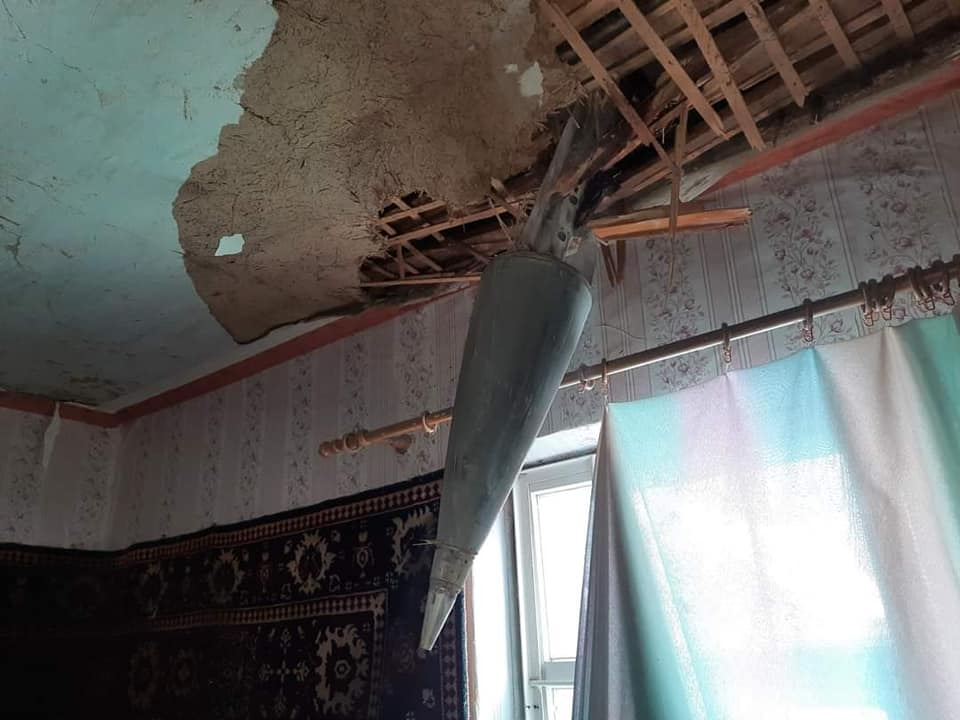
Un cohete atascado en el techo de un apartamento.

El 24 de febrero, las fuerzas rusas cruzaron la frontera con Ucrania en dirección de Járkov, contra la que comenzaron a emplear su artillería. Al día siguiente, estallaron varios combates en la periferia norte de la ciudad donde las fuerzas ucranianas lograron resistir el ataque ruso. El 27 de febrero, se desarrollaron enfrentamientos en las calles de la ciudad y las fuerzas rusas destruyeron un gasoducto. Mientras tanto, Rusia anunció la rendición un regimiento de misiles antiaéreos ucraniano y la captura de 471 soldados, afirmación que fue desmentida por el gobierno de la ciudad tras afirmar que las fuerzas ucranianas habían recuperado el control total de la ciudad. No obstante, al día siguiente la artillería rusa bombardeó dos distritos residenciales de la ciudad, en un ataque que se saldó con bajas civiles, calculadas entre 9 y 11 según la fuente y docenas de heridos.
Entre el 1 y el 2 de marzo, varios bombardeos rusos con misiles alcanzaron la sede del gobierno del óblast de Járkov en la céntrica plaza de la Libertad —supuestamente utilizado por milicias y voluntarios para la defensa de Ucrania—, así como edificios del área residencial circundante, la estación local de policía, unas oficinas de las Fuerzas Terrestres de Ucrania, la academia militar y la Universidad Nacional de Járkov. En los bombardeos del 2 de marzo —previos a un despliegue de paracaidistas rusos contra un hospital militar de Járkov que las fuerzas ucranianas lograron repeler— resultó dañada la Catedral de la Dormición que estaba siendo utilizada como refugio para civiles. Además, el 6 de marzo se disparó un cohete ruso contra el Instituto de Física y Tecnología de Járkov, en donde hay una instalación de investigación nuclear. En la zona, el SBU (servicio secreto ucraniano) recopiló pruebas contra Rusia para una demanda general ante el Tribunal Penal Internacional de La Haya por todos los aspectos relativos a la invasión. Entre tanto, según el alcalde de la ciudad, las tropas rusas continuaron el sabotaje de las estaciones eléctricas iniciado el 27 febrero, lo que resultó en varias áreas urbanas sin suministro.
En la madrugada del 10 de marzo, la ciudad recibió nuevos bombardeos rusos contra objetivos civiles, entre ellos el centro comercial Nikolsky, al noroeste de la ciudad, que quedó destruido. Según una agencia local de noticias, las tropas ucranianas mantendrían control a 10 de marzo de todas las zonas del interior de la ciudad y habrían retomado la población de Dergachi, 12 kilómetros al norte de la ciudad.  Rusia intensificó los bombardeos a la ciudad, obligando a muchos de los civiles que aún no han podido ser evacuados a refugiarse en las estaciones de metro. En cuanto a los objetivos, el 11 de marzo, un día después de un bombardeo a un hospital en el sitio de Mariúpol, las fuerzas rusas bombardearon un hospital psiquiátrico en Járkov. La OMS condenó el ataque e indicó que, de verificarse, sería la vigesimoséptima instalación médica ucraniana atacada por los rusos en la invasión. El 13 de marzo, la agencia de noticias France Presse informó de que las fuerzas rusas habían bombardeado nuevamente zonas residenciales e incluso una guardería.
Entre el 14 y 20 de marzo, sólo se registraron bombardeos rusos contra la ciudad, no habiéndose reportado combates como en otros puntos de la ofensiva oriental como Izium (de la misma óblast que Járkov) o Severodonetsk (de la óblast de Lugansk) donde las fuerzas rusas recrudecieron su ataque preparando un hipotético próximo avance conjunto contra Sloviansk. Durante los días de bombardeos, las autoridades ucranianas informaron que se contabilizan en 65 los bombardeos sufridos, los cuales han destruido unos 600 edificios residenciles y comerciales, así como han matado a una decena de personas y herido a medio centenar en los últimos días. A partir del día 21 las fuerzas rusas decidieron avanzar apoyados en blindados a través del distrito nororiental de Moskovskí, donde el avance por sus calles —residenciales con edificios de corte soviético— fue poco provechoso dado que los batallones ucranianos, equipados con sistemas Javelin, lograron mantener a las fuerzas rusas a entre 3 y 5 kilómetros de los límites de la ciudad. Sin embargo, la intentona afectó gravemente la zona correspondiente a la ciudad dormitorio que ocupa la mayor parte Moskovskí, así como partes de Kyivskí y Nemishlianskí.

### Tras el repliegue ruso hacia el Este

#### Abril 2022
A partir de abril, tras la retirada de tropas rusas del frente de Kiev así como de las regiones de Sumy y Chernígiv en el frente norte, Járkov comenzó a prepararse para un posible nuevo intento por parte de los militares rusos de cercar la ciudad aprovechando la redistribución de fuerzas tras la retirada de esos dos frentes. También se supo que varias milicias, grupos de emergencias y equipos de rescate de la región de Poltava se estaban dirigiendo a Járkov para ayudar en los esfuerzos de defensa. La maniobra sobre esta ciudad podría permitir eventualmente al ejército ruso reagruparse para refozar una gran operación sobre el Dombás.
Desde entonces, Járkov está siendo bombardeada casi a diario por las tropas rusas. Ello no ha impedido que las fuerzas ucranianas sigan actuando en la zona, como ocurrió el 17 de abril, cuando —según las autoridades ucranianas— varias aldeas aledañas fueron recuperadas en una contraofensiva en la que también fueron destruidos 5 tanques y 10 vehículos blindados, causando decenas de bajas entre los rusos.
El 29 de abril, Siniegubov dijo que desde que comenzó la guerra, más de 2.000 edificios en la ciudad resultaron dañados o destruidos. También dijo que debido a los bombardeos casi continuos del día anterior, 5 civiles fueron asesinados. Además, se informó que la aldea Ruska Lozova, cerca de Járkov, fue retomada por Ucrania.

#### Mayo 2022
Con Chugúyev y todo el margen metropolitano derecho asegurado hasta el Síverski Donets, las fuerzas armadas ucranianas comenzaron una contraofensiva en las zonas al norte de la ciudad, muy cerca de la frontera con Rusia, para retomar las poblaciones capturadas por los soldados rusos. Inicialmente los avances en la zona de Járkov fueron escasos, siendo más productivos en otras zonas de la ofensiva oriental, como la toma del pueblo de 
Staryi Saltiv, 40 km al este de la ciudad.
El 5 de mayo el comandante de las FF. AA. ucranianas, Valeri Zaluchni, anunció una contraofensiva general en todos los frentes aumentando los puntos de despliegue de los militares ucranianos, obligando a las fuerzas rusas a tener que defender más terreno.
En los siguientes días, las fuerzas ucranianas retomarían varias poblaciones al norte de la zona metropolitana de Járkov, llegando en la autovía territorial T2117 a la población de Kozacha Lopan, la última población ucraniana fronteriza con Rusia en esa ruta, donde los soldados rusos consiguieron detener el avance ucraniano. En la E105, la otra gran vía de conexión con Rusia a apenas 5 kilómetros al este, las fuerzas rusas consiguieron detener la contraofensiva y mantener la aldea de Pitomnik, una población de 200 personas a medio camino con la frontera rusa. 
Desde que comenzase la ya conocida como contraofensiva del mordisco, llamada así por su componente de guerrilla en ciertas posiciones, el avance ucraniano liderado por la 92.ª Brigada Mecanizada tuvo éxito en expulsar a todas las fuerzas rusas del área metropolitana de Járkov para mediados de mes al capturar Pitomnik entre el 11 y el 12 de mayo. Tras el avance, Ucrania espera concentrarse en expulsar a las mismas fuerzas de las poblaciones fronterizas del raión de Járkov esperando forzar una retirada rusa de la zona como ya ocurrió en la ofensiva de Kiev. Este avance obligó a las fuerzas rusas a concentrar fuerzas y materiales en la óblast de Bélgorod para un eventual refuerzo del frente contra la segunda ciudad de Ucrania.
El 14 de mayo, tras perder una columna de blindados intentando cruzar el Síverski Donets, Ucrania y ciertos observadores internacionales como el Instituto para el Estudio de la Guerra, anunciaron que las fuerzas rusas se estaban replegando hacia la zona de Izium, dejando tan solo algunos pequeños focos de resistencia que salvaguardasen las líneas de suministro durante el repliegue.
Oleg Siniegubov, que junto al alcalde de Járkov, Igor Terejov, se reafirmaron el 15 de mayo en que las fuerzas rusas se habían retirado el día anterior, informó que Ukrzaliznytsia, la administradora estatal de los ferrocarriles ucranianos, estaba recuperando y aumentando los trenes con destino a Járkov debido a que muchos evacuados habían decidido volver a la ciudad tras el fin de la batalla.

## Otras batallas en la Óblast de Járkov
Batalla de la ciudad de Izium al Este de la Óblast

## Víctimas e impacto humanitario
Se informó que para el 8 de marzo, unas 600 000 personas habían podido ser evacuadas de la ciudad a través de trenes, al tiempo que las autoridades locales ucranianas aseguraban haber retomado las posiciones obtenidas por los paracaidistas rusos el 2 y 3 de marzo. Rusia por su parte indicó, a través de comunicados recogidos por TASS, que el enfriamiento de los combates y bombardeos a la ciudad se debía a la apertura de un corredor humanitario de la ciudad hacia la frontera rusa (hacia Bélgorod más concretamente), decidido unilateralmente por Rusia tras la segunda ronda de conversaciones Rusia-Ucrania, puesto que la postura del gobierno ucraniano, abanderado por Zelenski, no había accedido a abrir únicamente corredores hacia las fronteras rusa y bielorrusa, tal como proponía su contraparte de Rusia.
El 9 de marzo, Ucrania confirmó la apertura de corredores humanitarios de seis ciudades, entre ellas Járkov, desde donde los civiles podrían evacuar hacia Bélgorod (Rusia) o hacia la ciudad ucraniana de Poltava, algo alejada de los frentes oriental y norte, desde donde podrían continuar hacia Leópolis, en la parte más occidental del país. Por su parte, Rusia aseguró que estaba enviando ayuda humanitaria a la ciudad. El gobernador Oleg Siniegubov informó que docenas de autobuses no habían podido llegar a la ciudad debido al estado de sitio que las tropas rusas mantienen a las afueras de la ciudad.
Vitaly Gerasimov (general ruso)
Según las autoridades ucranianas, Guerásimov murió durante la invasión rusa de Ucrania el 7 de marzo de 2022, cerca de Járkov, junto a varios otros altos funcionarios rusos.  El grupo de verificación de datos OSINT Bellingcat, con sede en los Países Bajos, dijo que había confirmado la muerte accediendo a una intercepción ucraniana de las comunicaciones rusas, así como por medio de «una fuente rusa». 
El periódico Guardian informó el 8 de marzo que el departamento de defensa de Ucrania «transmitió lo que afirmaba que era una conversación entre dos oficiales rusos del FSB que discutían la muerte y se quejaban de que sus comunicaciones seguras ya no funcionaban dentro de Ucrania». CNN dijo no haber verificado de forma independiente la muerte de Guerásimov y que los funcionarios estadounidenses todavía no lo han confirmado.
Yulia Zdanovska (matemática ucraniana)
Su muerte ocurrió durante la Batalla de Járkov, a causa de un bombardeo. Fue voluntaria en la estación de tren de Járkov, convirtiéndose en la cuarta voluntaria asesinada desde el comienzo de la invasión. Su muerte se hizo popular entre la comunidad matemática.

### Víctimas de terceros países
Las autoridades argelinas confirmaron el domingo 27 de febrero de 2022 que un ciudadano de su país había muerto en Járkov. En el mismo comunicado hicieron un llamamiento a sus conciudadanos para que acudiesen a las embajadas de Varsovia (en Polonia) o Bucarest (en Rumanía) para alejarse de la zona de guerra.
Tras los bombardeos del 1 de marzo, se reportó la muerte de un estudiante de medicina indio de 21 años de la Universidad Nacional de Járkov a causa de los bombardeos rusos. Las autoridades indias anunciaron que la evacuación de sus ciudadanos que todavía estaban en Ucrania entraría dentro de una operación de mayor envergadura.
La Organización para la Seguridad y la Cooperación en Europa (OSCE) tenía desplegada una cantidad de personal limitado, así como de personas ucranianas adscritas a la misión de observación en Ucrania para monitorizar los sucesos de la guerra del Dombás. El 1 de marzo de 2022, Maryna Fenina, una ciudadana ucraniana adscrita a la misión de la OSCE, murió durante los bombardeos rusos a la ciudad, que le alcanzaron mientras compraba provisiones para su familia.

## Impacto en las infraestructuras
Un misil de crucero ruso impactó contra el ala derecha de la sede del gobierno regional del óblast de Járkov, destrozando el interior y parte de la fachada. En este edificio se iban a llevar a cabo tareas de reclutamiento de civiles. En la misma ciudad, otro misil que destruyó parcialmente el ayuntamiento, afectó también a varios edificios cercanos, entre ellos la Catedral de la Dormición de la Iglesia Ortodoxa de Ucrania dependiente del Patriarcado de Moscú. Los daños se limitaron al estallido de vidrieras y la rotura de marcos de madera de las obras colgadas de las paredes. El edificio data de finales del siglo XVIII y su estética, de elementos barrocos y neoclásicos, del XIX.
También en Járkov, la Comisaría Central de policía fue objetivo de un misil de crucero que destruyó completamente los pisos superiores, causando un incendio que devoró parte de su estructura. Por su parte, la Facultad de Economía de la Universidad de Járkov resultó seriamente dañada en el ataque a la comisaría central de policía, al ser edificios situados en la misma calle. El complejo deportivo de la universidad fue destruido igualmente, así como la residencia de estudiantes de la Universidad Nacional del Ejército del Aire de Járkov.
El Palacio del Trabajo perdió parte del tejado y todas las ventanas en los ataques a varios objetivos cerca de la plaza de la Constitución de Járkov. Asimismo el edificio centenario del Ayuntamiento, situado cerca de la plaza, sufrió daños en sus dos fachadas principales. La casa museo del poeta y filósofo Grigori Skovoroda fue bombardeada.
Consulados
El ministerio de Relaciones Exteriores de Eslovenia comunicó que los bombardeos rusos, que tenían como objetivo la sede del gobierno regional de Járkov, también destruyeron el consulado de Eslovenia en la ciudad, que se encuentra en la plaza de la Libertad.